# Special Olympics Großbritannien

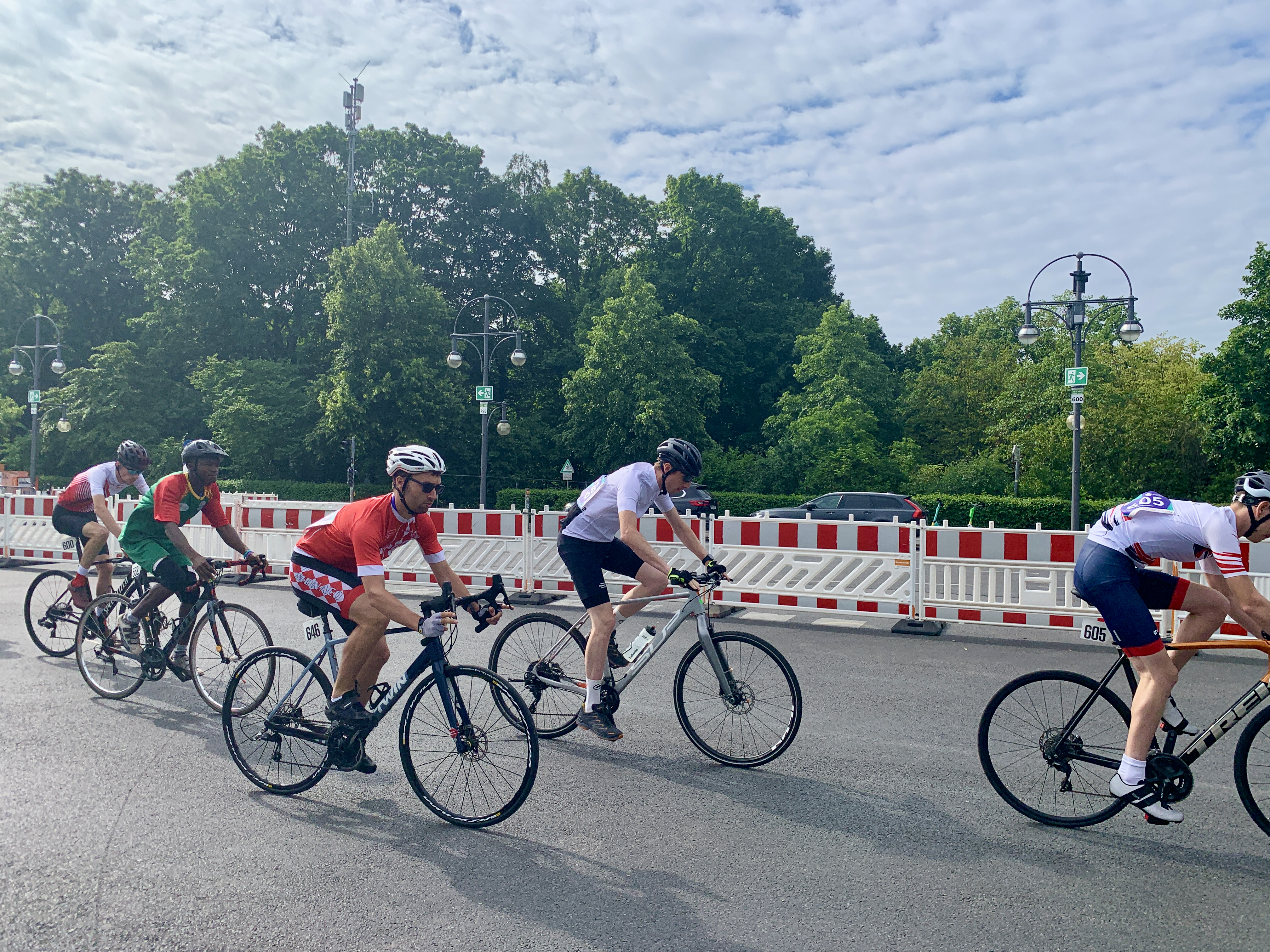
Special Olympics World Summer Games 2023 (Berlin), 10-km-Straßenrennen der Männer H1 (vlnr): Francis Mauro (SO Gibraltar), Etienne Ouedraogo (SO Burkina Faso), Yann Bouvry (SO Monaco), Marco Ebneter (SO Schweiz), James Huntington (SO Great Britain)

Special Olympics Großbritannien (englisch: Special Olympics Great Britain) ist der britische Verband von Special Olympics International. Sein Ziel ist die Förderung von Sport für Menschen mit geistiger Beeinträchtigung und die Sensibilisierung der Gesellschaft für diese Mitmenschen. Außerdem betreut er die britischen Athletinnen und Athleten bei den Special Olympics Wettkämpfen.

## Geschichte
Special Olympics Großbritannien wurde 1978 mit Sitz in London gegründet.

## Aktivitäten
2019 waren 10.405 Athletinnen, Athleten und Unified Partner sowie 2.190 Trainer bei Special Olympics Großbritannien registriert.
Der Verband nahm 2019 an den Programmen Law Enforcement Torch Run (LETR), Motor Activities Training Program (MATP), Athlete Leadership, Fit 5, Young Athletes, Play Unified und Unified Sports teil, die von Special Olympics International ins Leben gerufen worden waren.

### Sportarten
Folgende Sportarten wurden 2022 vom Verband angeboten:
- Badminton (Special Olympics)
- Basketball (Special Olympics)
- Boccia (Special Olympics)
- Bowling (Special Olympics)
- Cricket
- Eiskunstlauf (Special Olympics)
- Fußball (Special Olympics)
- Golf (Special Olympics)
- Indoor Bowls
- Judo
- Kanusport (Special Olympics)
- Kraftdreikampf (Special Olympics)
- Leichtathletik (Special Olympics)
- Multisport
- Netball
- New Age Kurling
- Radsport (Special Olympics)
- Reiten (Special Olympics)
- Rhythmische Sportgymnastik (Special Olympics)
- Segeln (Special Olympics)
- Ski Alpin (Special Olympics)
- Schwimmen (Special Olympics)
- Tennis (Special Olympics)
- Tischtennis (Special Olympics)
- Turnen (Special Olympics)

### Teilnahme an Weltspielen vor 2020
(Quelle: )
• 2007 Special Olympics World Summer Games, Shanghai, China (156 Athletinnen und Athleten)
• 2009 Special Olympics World Winter Games, Boise, USA (10 Athletinnen und Athleten)
• 2011 Special Olympics World Summer Games, Athen (149 Athletinnen und Athleten)
• 2013 Special Olympics World Winter Games, PyeongChang, Südkorea (7 Athletinnen und Athleten)
• 2015 Special Olympics World Summer Games, Los Angeles, USA (112 Athletinnen und Athleten)
• 2017 Special Olympics World Winter Games, Graz-Schladming-Ramsau, Österreich (21 Athletinnen und Athleten)
• 2019 Special Olympics, World Summer Games, Abu Dhabi (127 Athletinnen und Athleten)

### Teilnahme an den Special Olympics World Summer Games 2023 in Berlin
Special Olympics Großbritannien nahm an den Special Olympics World Summer Games 2023 teil. Die Delegation wurde vor den Spielen im Rahmen des Host Town Program von  Stuttgart betreut. An dem Programm nahmen 114 der 128 Personen zählenden Delegation teil. Ein wichtiger Programmteil war ein großes inklusives Fest der Begegnung durch Bewegung auf dem Stuttgarter Schlossplatz. Das Team gewann bei diesen Weltspielen 51 Gold-, 37 Silber- und 19 Bronzemedaillen.

### Teilnahme an Weltspielen nach 2023
- 2025 Special Olympics World Winter Games, Turin, Italien (10 Athletinnen und Athleten)[6]

## Erfolgreiche Athletinnen und Athleten bei Special Olympics Großbritannien (Auswahl)
- Kiera Byland
- Lily Mills (Tennis)